# Tezcatlipoca
Tezcatlipoca é um dos três grandes deuses da mitologia asteca: é o deus do céu noturno, da lua e das estrelas; senhor do fogo e da morte. Uma das figuras mais temidas do panteão asteca, criador do mundo, vigilante das consciências. Às vezes é representado como um jaguar e carrega no peito um espelho de obsidiana através do qual podia ver toda a humanidade. É conhecido como "O Senhor do Espelho Fumegante".

## Etimologia do nome
As traduções para o nome de Tezcatlipoca são bem variadas e, algumas vezes, até contraditórias. Apesar de haver uma certa convergência quanto a tradução literal dos dois principais termos que compõe o nome do deus (Tezcatl e Poctli), especialistas em náhuatl concordam que as questões referentes a esse debate não estão fechadas.
Tezcatl é freqüentemente traduzido por refletir ou espelho.
Poctli significa fumo, fumaça.
Com a junção dos dois termos, teríamos a tradução mais usual: espelho fumegante.
Muitos estudiosos afirmam que a palavra tletl (luz) estaria localizada entre os dois termos anteriores, formando espelho de luz fumegante, mas essa hipótese não é confirmada.
Alguns especialistas de Tlaxcala apontam para a palavra Pucah, do idioma Otomi, que significa negro, mas a junção de dois idiomas, com o objetivo de compreender a etimologia do nome de um deus, é muito contestada.

## Instituição dos cultos
Segundo uma lenda mexica, relatada pelo frei Andrés de Olmos, a pedido do Sol, os deuses se auto-sacrificaram no processo de criação do universo. Isso aconteceu em Teotihuacan e provocou um grande desespero nos seres humanos, que passaram a vagar à procura de seus deuses, chorando e rogando. Num determinado momento, Tezcatlipoca os encontrou e se compadeceu, orientando-os para que preparassem uma festa, com muita música e preces em sua honra. Finalmente, os deuses voltaram a se comunicar com seus filhos humanos e desde então, as preces e a música se tornaram elementos fundamentais nos cultos da região.
Desta forma, Tezcatlipoca é encarado como o deus responsável pela introdução desses elementos, além dos sacrifícios, na religião asteca.